# OTT服务
OTT服务（英語：Over-the-top media services），又稱過頂服務或過頂內容服務，是一種透過網際網路直接向觀眾提供的串流媒體服務。OTT服務需要透過互聯網作資訊傳送，有別於需要申領牌照的行業如有線電視、廣播或衛星電視等傳統媒體，在很多國家都不受法規規範。在中国大陆，OTT称互联网电视，IPTV称交互式网络电视。国家广播电视总局负责发布OTT和IPTV各自对应的行业技术标准，互联网电视集成平台须符合《持有互联网电视牌照机构运营管理要求》，IPTV集成播控分平台一般则按省、自治区、直辖市划分。截至2022年底，中国大陆交互式网络电视（IPTV）用户超过3亿户，互联网电视（OTT）平均月度活跃用户数超过2.7亿户。

## 與IPTV的分别
IPTV透過寬頻網路傳輸影像與聲音，過去IPTV經營者需要自設網絡傳送電視的聲畫数據，也要為收視一方提供機上盒以作解碼之用。
相對於IPTV，經營OTT的門檻較低，甚至有個别應用程式設有擷取視訊直播的功能，任何人都可以設立屬於自己的頻道；而收看OTT電視的方法也相對簡單，只要有連線任何运营商宽带上網的環境，在電腦、手機、平板、智能電視等裝置安裝對應的應用程式即可收看。
過去，收看IPTV只能於固定時間單向從電視台接收聲音和畫面，随后拥有了宛如DVD那样的时移和回看功能；相反OTT的互動性較強，用戶可隨選視訊，於任何時間自由點播喜歡收看的節目，中途更可隨時暫停、向後回放或向前搜畫，不受制於節目表的播放時間。实际上，现在的IPTV就相当于定向IP的OTT服务。
在中国大陆，交互式网络电视（IPTV）用户指通过电信专网获取广播电视服务的用户。截至2022年底，中国大陆交互式网络电视（IPTV）用户超过3亿户，互联网电视（OTT）平均月度活跃用户数超过2.7亿户。而对于非网络电视领域，有线电视实际用户2.00亿户，其中有线电视双向数字实际用户9820万户，农村有线广播电视实际用户0.66亿户；有线网络未通达的农村地区直播卫星用户1.50亿户。

## 規範
在世界上很多地方經營OTT無需領有牌照，但内容仍然受到版權法的規限，不容未獲授權節目上架，并且也提供电视直播。而部分國家和地區，基於政治上的考量，也會對於OTT平台的內容加以規範和審查。
而在中國大陸，由於廣電總局本身規定境外公司不得在中國大陸境內提供視聽服務，使境外的OTT服務近乎沒有在中國大陸展開服務的可能，這導致中國大陸的OTT廣播服務幾乎由中國企業壟斷。再者，廣電總局在節目或頻道的政治或意識形態方面加以規定和管理，不符合廣電總局規定，或者是投訴較多的的節目很容易被立即下架。但侵權節目（外國電影、綜藝節目、配上簡體中文字幕的動畫等）還是可以常見於中國的OTT平台上 。由于中国的OTT是不得提供正规电视直播，且安卓电视系统又可以自由安装应用，故一些家户均是靠智能电视或第三方网络盒子安装第三方软件收看盗版链接的直播。即使中国移动电讯运营商也依然保留互联网电视OTT服务，但依然会以“电视看点”的名义擦边球提供直播。
2021年1月，中国大陆国家广播电视总局发布了《互联网电视总体技术要求》、《互联网电视集成平台技术要求》、《互联网电视内容服务平台技术要求》和《互联网电视集成平台节目集成系统技术要求及接口规范》等四项标准文件作为互联网电视行业标准。2023年11月，国家广播电视总局组织发布了《互联网电视业务技术要求》等三项标准文件作为广播电视和网络视听行业标准，互联网电视应用启动时间宜小于3秒，应不大于5秒，交互主页不应设置弹窗广告，不应设置“一键付费”，退出节目播放返回播放前页面的响应时间应小于1s。

## 知名OTT平台

### 英国
- Freeview
- youview

### 美国
| 平台名稱   | 服務地區                                                   |
| ---------- | ---------------------------------------------------------- |
| 亚马逊影片 | 全球（中國大陸、北韓等網路限制區除外）                     |
| Netflix    | 全球（中國大陸、北韓等網路限制區除外）                     |
| Disney+    | 全球（中國大陸、北韓等網路限制區除外）                     |
| Apple TV+  | 全球（中國大陸、北韓等網路限制區除外）                     |
| YouTube TV | 美國、德國                                                 |
| Hulu       | 美國、日本                                                 |
| Max        | 美國、拉丁美洲、歐洲、加勒比海沿岸地區、东南亚、香港、台湾 |
| 派拉蒙+    | 美國、加拿大、北歐、波蘭、拉丁美洲、中東、澳洲、匈牙利     |

- 僅提供在美國收看的OTT平台
  - Showtime電視網
  - Starz (電視頻道)
  - ESPN+
  - 孔雀 (串流媒體)
  - Discovery+（英语：Discovery+）
  - NASA+（英语：NASA+）

### 中国大陆
| 平台名稱 | 服務地區                               |
| -------- | -------------------------------------- |
| 爱奇艺   | 中國大陸、台灣、香港、澳門、東南亞地區 |
| bilibili | 中國大陸、台灣、香港、澳門、東南亞地區 |
| 芒果TV   | 全球                                   |
| 騰訊視頻 | 全球                                   |

- 僅提供在中國大陸收看的OTT平台
  - CIBN酷喵（优酷）
  - CIBN电视猫
  - CIBN微视听
  - CIBN聚精彩（PP视频）
  - CIBN聚体育（PP体育）
  - CCTV.新视听（央视影音）
  - 云视听极光（腾讯视频）
  - 云视听小电视（哔哩哔哩）
  - 云视听悦厅（搜狐视频）
  - BesTV百视通
  - BesTV当贝影视
  - BesTV咪视通（咪咕视频）
  - 华数TV

### 香港
| 平台名稱     | 服務地區                     |
| ------------ | ---------------------------- |
| Viu OTT      | 香港、東南亞地區、南亞地區   |
| TVB Anywhere | 全球，香港、台灣、加拿大除外 |
| hmvod        | 香港、澳門                   |

- 僅提供在香港收看的OTT平台
  - UTV
  - 亞洲電視數碼媒體
  - myTV SUPER(香港數碼地面電視廣播頻道：81、82、83、84)
  - 龍耳電視
  - RTHK電視 (香港數碼地面電視廣播頻道：31、32、33、34、35)
  - ViuTV (香港數碼地面電視廣播頻道：96、99)
  - Now TV (香港數碼地面電視廣播頻道：96、99)
  - now E (香港數碼地面電視廣播頻道：99)
  - 有線18寶 ：賽馬GPS(有線18台)
  - 有線新聞 OTT (香港數碼地面電視廣播頻道：78)
  - HOY (香港數碼地面電視廣播頻道：76、77、78)
  - IBHK網絡媒體

### 臺灣
| 平台名稱       | 服務地區         |
| -------------- | ---------------- |
| 巴哈姆特動畫瘋 | 台灣、香港、澳門 |

- 僅提供在台灣收看的OTT平台
  - LiTV 線上影視 (替你錄科技OTT服務)
  - CATCHPLAY+(威望國際OTT服務)
  - TaiwanPlus（前身為PTS World Taiwan、公共電視專門針對英語世界的OTT服務）
  - KKTV（KKCompanyOTT服務）
  - LINE TV（LINEOTT服務）
  - Hami Video（中華電信OTT服務）
  - MyVideo（台灣大哥大OTT服務）
  - friDay影音（遠傳電信OTT服務）
  - 愛爾達電視OTT（愛爾達科技OTT服務）
  - 歡樂看Fain TV（龍華電視OTT服務）
  - TOUCH TTV（台視OTT服務）
  - 四季線上4gTV（民視OTT服務）
  - 公視+（前身為公視+7、公共電視OTT服務）
  - Yahoo TV（YahooOTT服務）
  - ofiii 歐飛 (替你錄科技OTT服務)
  - Giloo紀實影音（砌路者OTT服務）
  - GagaOOLala（杰德創意OTT服務）
  - Renta！亂搭（杰德創意OTT服務）
  - GroupM（群邑集團OTT服務）
  - OVO（東森購物OTT服務）
  - 麥卡貝網路電視（三立電視OTT服務）
  - 中嘉Home+ TV（中嘉數位OTT服務）
  - 中華電信MOD（中華電信OTT服務）

### 新加坡
- 新传媒旗下OTT服务meWatch

### 马来西亚
- Astro Go
- Astro Ultra Box